# Splitterkor Rekords Dziwko!!!
Splitterkor Rekords Dziwko!!! (skraćeno SKRD!!!) je poljska mrežna izdavačka kuća koju je osnovao Loffciamcore; osnovana je kao nasljednica zatvorene mrežne izdavačke kuće SmokeSkull Records. Specijalizirana je za terrorcore, speedcore, splittercore i extratone spojenih s breakcoreom i noiseom.

## Vanjske poveznice
- SKRD!!! službena stranica  Arhivirana inačica izvorne stranice od 2. veljače 2011. (Wayback Machine)
- MySpace stranica
- Facebook stranica
- SKRD!!! diskografija